# PGO 356 Classic
Der PGO 356 Classic ist ein Roadster, der 1998 eingeführt wurde, nachdem die neuen Eigentümer von PGO Automobiles (Laurent Skrzypczak und Olivier Baudouin) die Produktion der Cobra-Replik namens PGO Speedster beendet hatten. 
Mit der neuen Firmenleitung erhielt der französische Hersteller Zugriff auf Rechte und Patente der belgischen Marke  Apal, welche  zu dieser Zeit ebenfalls dem Geschäftsmann Laurent Skrzypczak gehörte. Diese war für die Entwicklung von Fahrzeugen auf der Basis des VW Käfer bekannt. So baute die seit 1981 gebaute Replika Apal Speedster auf einem um 120 mm verkürzten Fahrgestell des Käfers auf, die von nun an in Frankreich unter neuem Namen gebaut werden sollte. Da aber bereits die eingestellte Cobra-Replik in Frankreich unter der Bezeichnung Speedster vermarktet worden war, wählte man schließlich eine Namensgebung, die der des Vorbilds Porsche 356A 1600 am ehesten entsprach. So hieß der einstige Apal Speedster von nun an PGO 356 Classic. 
Beim PGO 356 Classic wurde das Fahrgestell des Käfers um 230 mm gekürzt. Die Standardmotorisierung des aus Mexiko importierten Käfers wies eine Leistung von 35 kW (47 PS) auf. Als Topmotorisierung war eine Leistung von 66 kW (90 PS) möglich. Bei beiden Motoren handelte es sich um 4-Zylinder-Boxermotoren. Der 356 Classic verfügte über ein 4-Gang-Schaltgetriebe.